# Scogli Neri
Gli scogli Neri formano un gruppo di scogli dell'Italia, in Sardegna.